# ロボナノ
ロボナノ (ROBONANO) は、ファナックが製造・販売する、超精密ナノ加工機である。
最新機種はα-NMiAである。搭載されているCNCはFANUC Series 30i-B5。
ホログラムやフレネルレンズ、ヘッドアップディスプレイの金型加工などに用いられる。

## 特徴
- 基幹部品であるCNC、リニアモータ、アンプが内製化されており、ファナックの最先端のサーボ技術が応用されている。
- 0.1 nm単位のプログラム指令が可能である[3]。
- 同時5軸制御に対応しており、ミーリング加工、引き切り加工、旋削加工が可能である[1]。
- 加工後、機上でワーク形状の計測および補正加工することも可能である[1]。
- A4サイズまでのワークの加工を行える[2][3]。
- 直動軸と割出軸に油静圧軸受を採用することで、バックラッシュやスティックスリップをなくしている。また、直動軸はリニアモータ、回転軸はビルトインサーボモータにより、全軸がダイレクトドライブされている[1]。
- 床の振動を吸収するアクティブダンパを備えている[2]。